# Забежув (станция)
Забежув (пол. Zabierzów) — пассажирская и грузовая железнодорожная станция в селе Забежув в гмине Забежув, в Малопольском воеводстве Польши. Имеет 1 платформу и 2 пути.
Станция построена в 1847 году на железнодорожной линии Домброва-Гурнича Зомбковице — Явожно-Щакова — Тшебиня — Краков.